# Дядьковичская сельская община
Дядьковичская сельская община (укр. Дядьковицька сільська громада) — территориальная община в Ровненском районе Ровненской области Украины.
Административный центр — село Дядьковичи.
Население составляет 5712 человек. Площадь — 155,9 км².
В соответствии с распоряжением Кабинета Министров Украины от 12 июня 2020 года, в состав общины вошла территория Верховского, Дядьковичского и Малошпаковского сельских советов Ровненского района.

## Населённые пункты
В состав общины входит 17 сёл:
- Дядьковичи
- Верховский старостинский округ:
  - Верховск
  - Кривичи
  - Макотерты
  - Милостов
  - Пересопница
  - Шестаков
  - Ясининичи
- Малошпаковский старостинский округ:
  - Великий Шпаков
  - Гуменники
  - Дворовичи
  - Зарецк
  - Иваничи
  - Малый Шпаков
  - Переделы
  - Плоская
  - Подгорцы